# Si Griffis

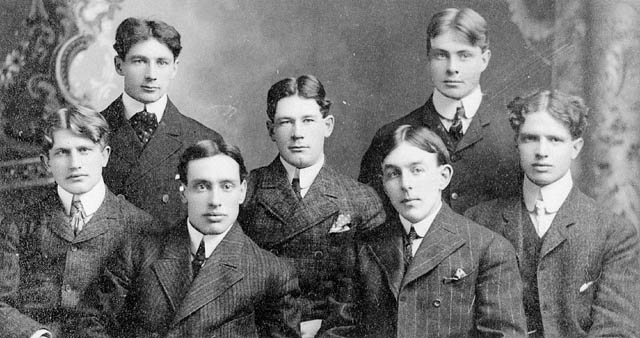
Si Griffis, längst till höger, med Kenora Thistles ca. 1905–1906.

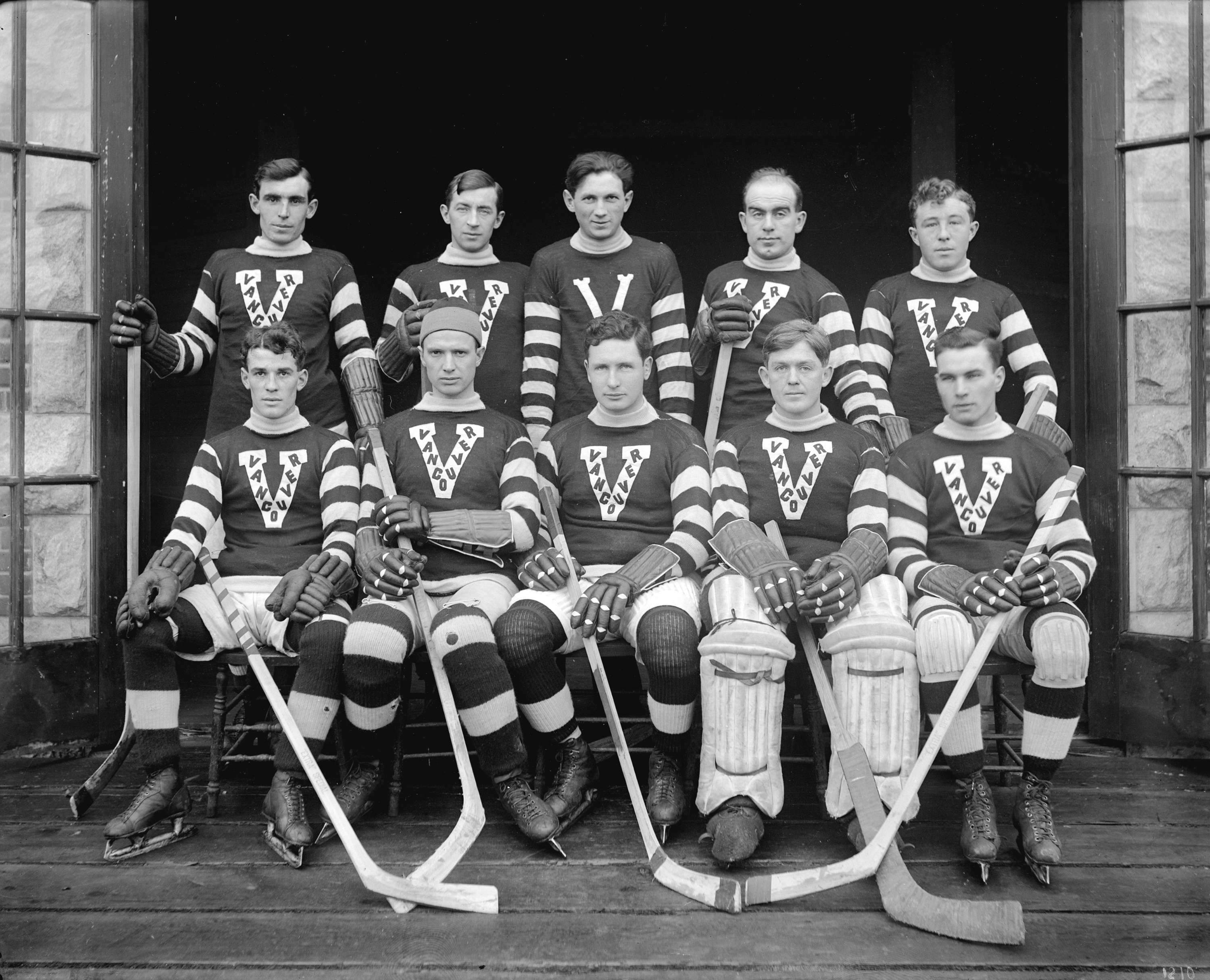
Si Griffis, tvåa från vänster i främre raden, med Vancouver Millionaires säsongen 1913–14.

Silas Seth Griffis, född 22 september 1883 i Onaga, Kansas, död 9 juli 1950 i Vancouver, var en kanadensisk ishockeyspelare både på amatörnivå och professionellt.

## Karriär

### Rat Portage Thistles–Kenora Thistles
Si Griffis föddes i Onaga, Kansas, av kanadensiska föräldrar men flyttade tillbaka till Ontario med familjen i unga år. Griffis växte upp i samhället Rat Portage intill Lake of the Woods i nordvästra Ontario och inledde ishockeykarriären med amatörlaget Rat Portage Thistles i Manitoba & Northwestern Hockey Association och Manitoba Hockey Association.
Rat Portage Thistles utmanade om Stanley Cup två gånger; 1903 föll laget i två raka matcher mot Ottawa Senators med siffrorna 2-6 och 2-4. 1905 stötte Thistles återigen på Senators och laget vann första matchen med 9-3 efter fem mål av Tommy Phillips. Senators vann dock match två och tre med siffrorna 4-2 respektive 5-4 och spelade hem Stanley Cup. Si Griffis gjorde tre av Thistles 15 mål i 1905 års finalserie.
1905 bytte staden Rat Portage namn till Kenora och Rat Portage Thistles blev därmed Kenora Thistles. I januari 1907 utmanade laget återigen om Stanley Cup, den här gången mot Montreal Wanderers. Thistles, som hade tagit hjälp av den spelskicklige backen Art Ross, vann i två raka matcher med siffrorna 4-2 och 8-6 efter bland annat sju mål av Tommy Phillips. Med blott 4 000 invånare blev Kenora den minsta staden att ha vunnit Stanley Cup. I mars 1907 försvarade Thistles Stanley Cup då de besegrade Brandon Wheat Cities från Brandon, Manitoba, i två raka matcher med siffrorna 8-6 och 4-1. Därefter utmanades Thistles av Montreal Wanderers som vann den första matchen mellan lagen med 7-2. Trots att Thistles kom tillbaka och vann den andra matchen med 6-5 vann Wanderers dubbelmötet och Stanley Cup med målskillnaden 12-8.

### Vancouver Millionaires
Efter säsongen 1906–07 lade Griffis av med ishockeyn under några år. Han återupptog dock spelandet 1912 då han anslöt till Vancouver Millionaires i den nystartade ligan Pacific Coast Hockey Association. I Vancouver bildade Griffis ett framgångsrikt backpar med först Frank Patrick och senare med Lloyd Cook.
Säsongen 1914–15 var Griffis lagkapten för Millionaires som gick hela vägen och vann Stanley Cup efter tre raka segrar mot Ottawa Senators, men en skada hindrade Griffis från att delta i finalserien. 1918 nådde Millionaires återigen Stanley Cup-final men förlorade finalserien över fem matcher mot Toronto Arenas. Griffis gjorde ett mål under 1918 års finalserie. Efter två grundseriematcher och två slutspelsmatcher säsongen 1919 lade han skridskorna på hyllan för gott.
1950 valdes Griffis in som ärad medlem i Hockey Hall of Fame.

## Statistik
MNWHA = Manitoba & Northwestern Hockey Association, MHA = Manitoba Hockey Association, MPHL = Manitoba Professional Hockey League
| 1901–02            | Rat Portage Thistles   | MNWHA-Int.         | 2   | 0  | 0  | 0  | 0   | –  | – | – | – | –  |
| 1902–03            | Rat Portage Thistles   | MNWHA              | 5   | 5  | 0  | 5  | –   | –  | – | – | – | –  |
|                    | Rat Portage Thistles   | Stanley Cup        | –   | –  | –  | –  | –   | 2  | 0 | 0 | 0 | –  |
| 1903–04            | Rat Portage Thistles   | MNWHA              | 12  | 12 | 2  | 14 | –   | –  | – | – | – | –  |
| 1904–05            | Rat Portage Thistles   | MHA                | 8   | 15 | 0  | 15 | 3   | –  | – | – | – | –  |
|                    | Rat Portage Thistles   | Stanley Cup        | –   | –  | –  | –  | –   | 3  | 3 | 0 | 3 | 3  |
| 1905–06            | Kenora Thistles        | MPHL               | 9   | 9  | 0  | 9  | –   | –  | – | – | – | –  |
| 1906–07            | Kenora Thistles        | MPHL               | 6   | 5  | 0  | 5  | –   | –  | – | – | – | –  |
|                    | Kenora Thistles        | Stanley Cup        | –   | –  | –  | –  | –   | 4  | 1 | 0 | 1 | 6  |
| 1909–10            | Nelson Hockey Club     | WKHL               | –   | –  | –  | –  | –   | –  | – | – | – | –  |
| 1912               | Vancouver Millionaires | PCHA               | 15  | 8  | 0  | 8  | 18  | –  | – | – | – | –  |
| 1912–13            | Vancouver Millionaires | PCHA               | 14  | 10 | 3  | 13 | 30  | –  | – | – | – | –  |
| 1913–14            | Vancouver Millionaires | PCHA               | 13  | 2  | 3  | 5  | 21  | –  | – | – | – | –  |
| 1914–15            | Vancouver Millionaires | PCHA               | 17  | 2  | 3  | 5  | 32  | –  | – | – | – | –  |
|                    | Vancouver Millionaires | Stanley Cup        | –   | –  | –  | –  | –   | –  | – | – | – | –  |
| 1915–16            | Vancouver Millionaires | PCHA               | 18  | 7  | 5  | 12 | 12  | –  | – | – | – | –  |
| 1916–17            | Vancouver Millionaires | PCHA               | 23  | 7  | 4  | 11 | 34  | –  | – | – | – | –  |
| 1917–18            | Vancouver Millionaires | PCHA               | 8   | 2  | 6  | 8  | 0   | 2  | 0 | 0 | 0 | 0  |
|                    | Vancouver Millionaires | Stanley Cup        | –   | –  | –  | –  | –   | 5  | 1 | 0 | 1 | 9  |
| 1919               | Vancouver Millionaires | PCHA               | 2   | 0  | 2  | 2  | 0   | 2  | 1 | 1 | 2 | 0  |
| PCHA totalt        | PCHA totalt            | PCHA totalt        | 110 | 38 | 26 | 64 | 147 | 4  | 1 | 1 | 2 | 0  |
| Stanley Cup totalt | Stanley Cup totalt     | Stanley Cup totalt | –   | –  | –  | –  | –   | 14 | 5 | 0 | 5 | 18 |